# Церий
Церий е химичен елемент със символ Ce, атомен номер 58 и принадлежащ към групата на лантанидите. Химичният елемент е кръстен на планетата джудже Церера (самата тя е кръстена на Церера, римската богиня на плодородието, майчинството и брака).